# Ernst Ödmansson
Ernst Ludvig Wilhelm Ödmansson, född 8 juli 1831 i Landskrona, död 11 februari 1910 i Stockholm, var en svensk läkare och professor.
Ödmansson blev student vid Lunds universitet 1849, filosofie kandidat 1853, medicine licentiat 1859 samt kirurgie magister 1861. Året därpå blev han medicine doktor i Lund på avhandlingen Bidrag till kännedomen af urinsedimentet uti njurarnes sjukdomar. År 1863 blev han docent och 1864 adjunkt i patologisk anatomi vid Karolinska institutet samt var 1869-96 e.o. professor i syfilidologi, vilket i dag (2019) närmast motsvarar dermatovenereologi. Åren 1869-88 var han också överläkare vid Stockholms stads och läns kurhus och 1888-98 överläkare vid S:t Görans sjukhus i Stockholm.
Ödmanssons vetenskapliga arbeten faller till större delen inom syfilidologin, men berör även andra områden. Bland dem kan nämnas Fall af encephalitis corticalis et hydrocephalus acutus (i "Medicinskt arkiv", III), de i "Nordiskt medicinskt arkiv" införda uppsatserna Studier öfver syfilis, Fall af framboesiartade vegetationer från syfilitiska sår, Subkutana sublimatinjektioner mot syfilis, Syfilis och erythema multiforme, Statistiska notiser från Stockholms stads och läns kurhus, Till frågan om excision af de syfilitiska primäraffektionerna, Om urethritis externa och cystabildningar å förhuden, Om de yttre iliakalkörtlarnas sjukliga förändringar vid ljumskbuboner och Om lungaffektion efter intramuskulär injektion af olösliga qvicksilfverpreparater vid syfilis samt de i "Hygiea" införda Studier öfver epitheliernas byggnad, Till läran om albuminuri och Några fall af aphasi.
Samma år som han lämnade professuren publicerade han ett monumentalt verk om medfödd syfilis: Till läran om syfilis congesista. Åren 1871-77 var han ledamot av Stockholms stads sundhetsnämnd och 1878-83 av dess hälsovårdsnämnd samt ägnade sig med stort intresse åt vården om huvudstadens hygieniska angelägenheter och redigerade Hälsovårdsnämndens berättelser till Medicinalstyrelsen för åren 1879-80, sedan han redan 1876 vid nedläggandet av ordförandeskapet i Svenska Läkaresällskapet behandlat frågan Om Stockholms allmänna helsovård jämte några inledande anmärkningar rörande dödligheten derstädes och dödsorsakerna (i "Hygiea", 38).
Han blev ledamot av Vetenskapsakademien 1894 och hedersledamot av Svenska läkaresällskapet 1903.